# Letni Puchar Świata w narciarstwie alpejskim 2017
Sezon 2017 Letniego Pucharu Świata w narciarstwie alpejskim rozpoczął się 10 czerwca 2017 na austriackim lodowcu Rettenbach. Ostatnie zawody z tego cyklu zostały rozegrane 25 sierpnia 2017 we włoskim kurorcie Santa Caterina. Rozegranych zostało 10 konkursów dla kobiet i 10 konkursów dla mężczyzn.

## Letni Puchar Świata w narciarstwie alpejskim kobiet
Wśród kobiet letniego pucharu świata z sezonu 2016 broniła Austriaczka Jaqueline Gerlach. Tym razem najlepsza była Barbara Míková ze Słowacji.
W poszczególnych klasyfikacjach triumfowały:
- slalom  Barbara Míková
- gigant  Barbara Míková
- supergigant  Barbara Míková
- superkombinacja  Jaqueline Gerlach

## Letni Puchar Świata w narciarstwie alpejskim mężczyzn
Wśród mężczyzn letniego pucharu świata z sezonu 2016 bronił Włoch Edoardo Frau, który triumfował także w tym sezonie.
W poszczególnych klasyfikacjach triumfowali:
- slalom  Lorenzo Gritti
- gigant  Edoardo Frau
- supergigant  Stefan Portmann
- superkombinacja  Marc Zickbauer